# UWC México 51
UWC México 51: García vs. Luna fue un evento de artes marciales mixtas producido por Ultimate Warrior Challenge México, que se llevó a cabo el 25 de febrero de 2024 en el Entram Gym de Tijuana, Baja California, México.